# Boezio (Chaucer)
Boezio (Boece in lingua inglese) di Geoffrey Chaucer è una traduzione in medio inglese del De consolatione philosophiae di Boezio.
L'opera originale, scritta in latino, sottolineava l'importanza della filosofia nella vita di tutti i giorni ed è considerato come uno dei maggiori scritti filosofici del medioevo. Le idee filosofiche di Boezio furono importanti per molti pensatori e scrittori dell'epoca di Chaucer, così come per il poeta stesso, che non fu solamente un traduttore, ma anche un discepolo della filosofia boeziana.